# Оржеховський Орест Адріанович
Оржеховський Орест Адріанович — український кінооператор.
Народ. 9 квітня 1905 р. у м. Астрахань. Помер 20 вересня 1994 р. в Києві. Учасник Великої Вітчизняної війни. Закінчив Одеське реальне училище (1919). Працював помічником оператора на Одеській кінофабриці ВУФКУ, був асистентом оператора на Одеській та Київській студіях художніх фільмів, оператором «Укркінохроніки», «Київнаукфільму».
Зняв картини: «Вогні України» (1944), «Відродження слави» (1946), «Асканія-Нова» (1947), «Нове у містобудуванні» (1946), «Механізація вантажно-розвантажувальних робіт на залізничному транспорті» (1949), «За високі удої» (1949), «Захист лісу від шкідливих комах» (1951), «На благо людини» (1953), «Кам'яні роботи» (1954), «Тепловозобудівництво» (1954), «Шлаки та їх використання у будівництві» (1955), «Терезино» (1955), «Поїздам — звичайний шлях» (1956), «Завод заводів» (1957), «Будівництво і монтаж теплоцентралей» (1958), «Зварювання металів» (1958), «Легка промисловість СРСР», «Флагман уходить у плавання», «Сільські винахідники», «Профілактика захворювань птиці» (1959), «Творці нових машин», «Прокатні стани» (1960), «Електровоз-Н-8», «Неорганічні речовини» (1963), «Павло Грабовський» (1964), «Каталіз» (1965), «Трансформатори» (1965), «Побудова і якості білків», «Машини і механізація малярних робіт», «Дизель-70» (1966), «Американський білий метелик» (1967) та ін. Нагороджений орденом Червоної Зірки, медалями.
Був членом Спілки кінематографістів України.